# Cornelius P. Comegys

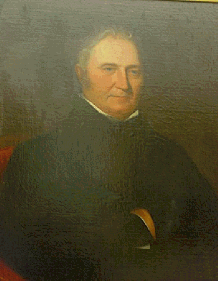

Cornelius Parsons Comegys (15 de janeiro de 1780 - 27 de janeiro de 1851) foi um político norte-americano que foi governador do estado do Delaware, no período de 1837 a 1841, pelo Partido Whig.